# Logenhaus Halle

Logenpalast um 1893

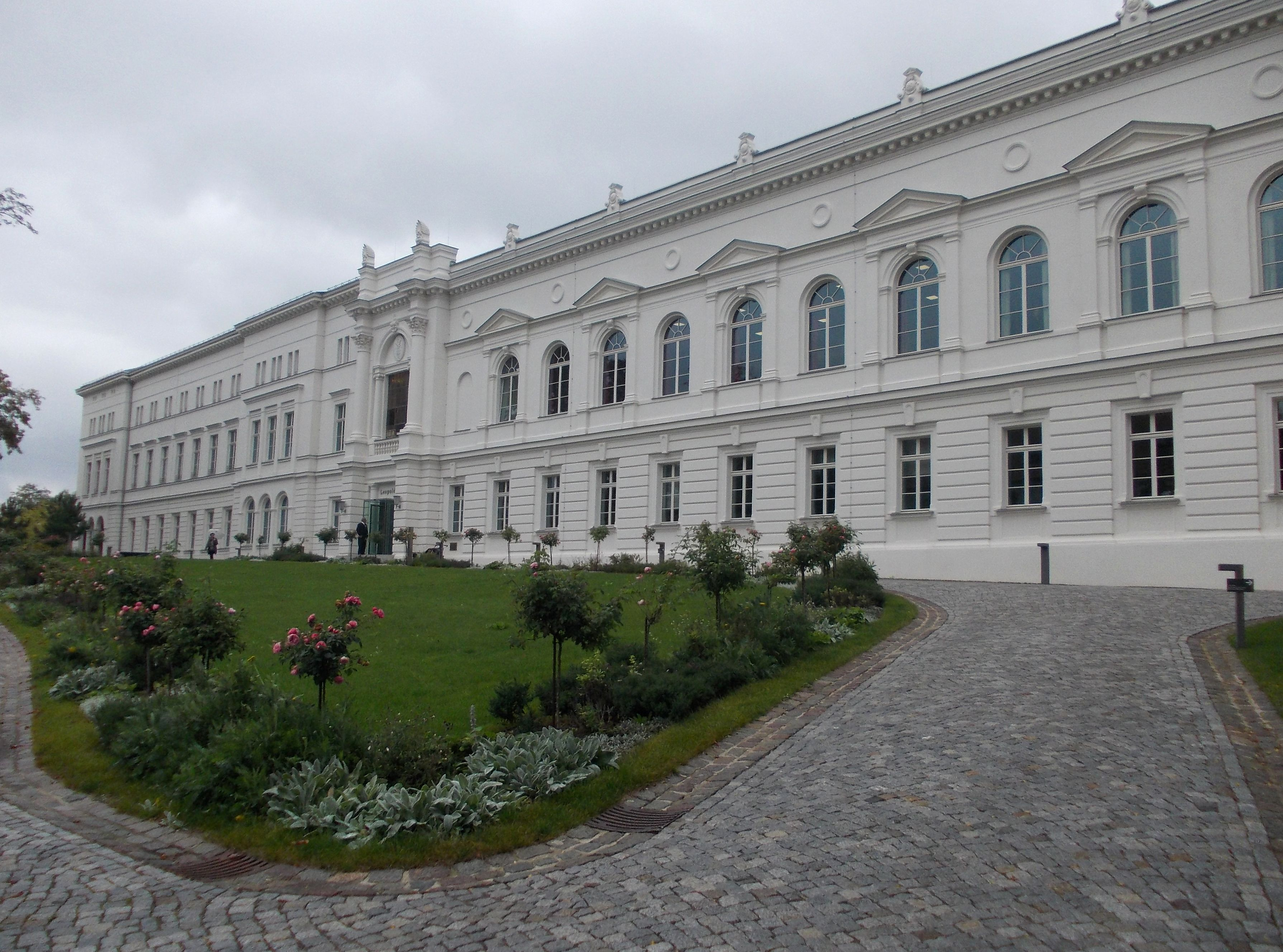
Heutiger Sitz der Deutschen Akademie der Naturforscher Leopoldina in Halle, ehemaliges Logenhaus Zu den Drei Degen (2014)

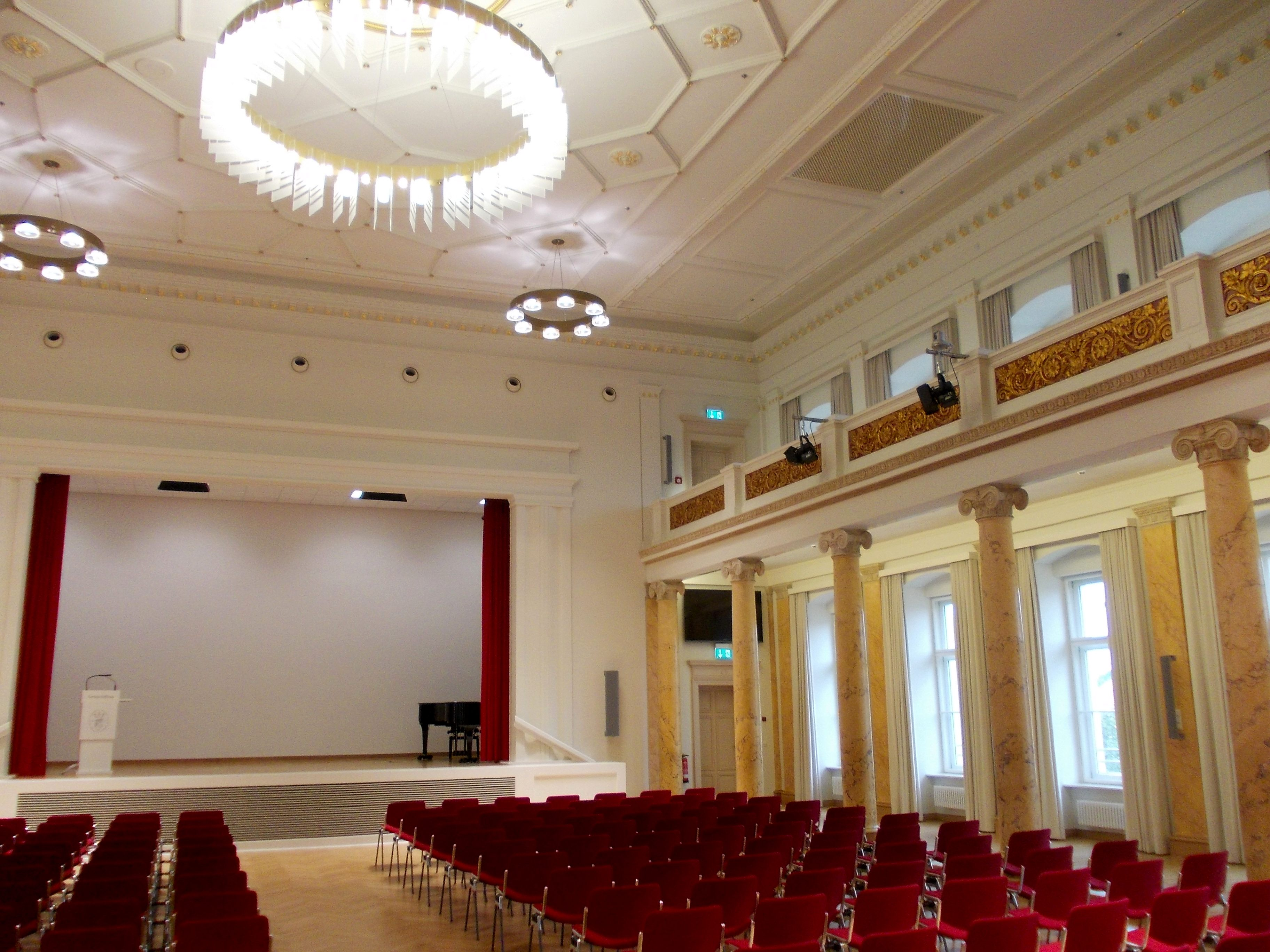
Festsaal (2014)

Das Logenhaus Halle ist ein in den 1820er Jahren errichtetes und mehrfach umgebautes Gebäude am Jägerberg 1 (ehemals Moritzburgring 10) in Halle (Saale). Es diente über 100 Jahre als Logenhaus der Freimaurerloge „Zu den drei Degen“. Nach Ende des Zweiten Weltkrieges nutzten zunächst kurzzeitig die Stadtkommandantur der Amerikaner und danach die Sowjetische Militäradministration das Gebäude. Von 1952 bis 2001 war die Universität Halle Nutzer des nach dem russischen Publizisten Nikolai Gawrilowitsch Tschernyschewski als Tschernyschewski-Haus bezeichneten Gebäudes. Nach einer Phase des Leerstandes und Verfalls wurde das Gebäude bis Ende 2011 saniert und wird seit 2012 als Hauptsitz der Deutschen Akademie der Naturforscher Leopoldina genutzt. Aufgrund seines weißen Anstrichs wird es im halleschen Volksmund gelegentlich auch als Weißes Haus bezeichnet.

## Standort
Am Standort des Gebäudes, dem Jägerberg, befanden sich zuvor Gärten des 1531 aufgehobenen Klosters Neuwerk. Kardinal Albrecht von Brandenburg ließ zwischen 1534 und 1537 auf dem Areal eine Schanze zum Schutz des nördlichen Bereiches seiner Moritzburg (Halle) aufwerfen. Dieser Teil war von der Burg durch einen breiten und tiefen Graben getrennt und durch eine Brücke mit dieser verbunden. Die Schanze verlor mit dem Brand der Burg nach Eroberung durch die Schweden im Dreißigjährigen Krieg 1637 ihre Bedeutung. Das Grundstück verkam, bis der regierende Administrator, Herzog August von Sachsen-Weißenfels, einen Park mit einem Jagdhaus und einem Hundezwinger anlegen ließ. Auf diese Zeit geht der Name „Jägerberg“ zurück. Nach dem Tode des Herzogs im Jahre 1680 verwilderte der Park; die Gebäude wurden an französische Einwanderer verpachtet. Von 1687 bis 1705 wohnte in dem Jagdhaus der Hugenotte und Prediger Jean Vinielle. Hier fand auch der erste Gottesdienst der reformierten Gemeinde statt. Die übrigen Häuser wurden durch die Regierung an französische Fabrikanten zur Produktion von Wollwaren vermietet. So soll von 1712 bis 1722 der Hugenotte Abel Arbalétier eine große Textilmanufaktur mit bis zu 30 Webstühlen betrieben haben, danach bis 1751 dessen Schwiegersohn Guillaume Bringuier. Dieser fügte noch ein größeres Nebengebäude aus Steinen der Moritzburg hinzu. Zuletzt wurde das Grundstück bis 1777 an Andreas Jansen aus Leipzig verpachtet. Aus dessen Erbschaft erhielt es die Frau Hofprediger Marie Ursinus. Schließlich kaufte es 1789 der Obrist-Wachtmeister Johann Jeremias von Renouard.

## Bauwerk

Altbebauung um 1800

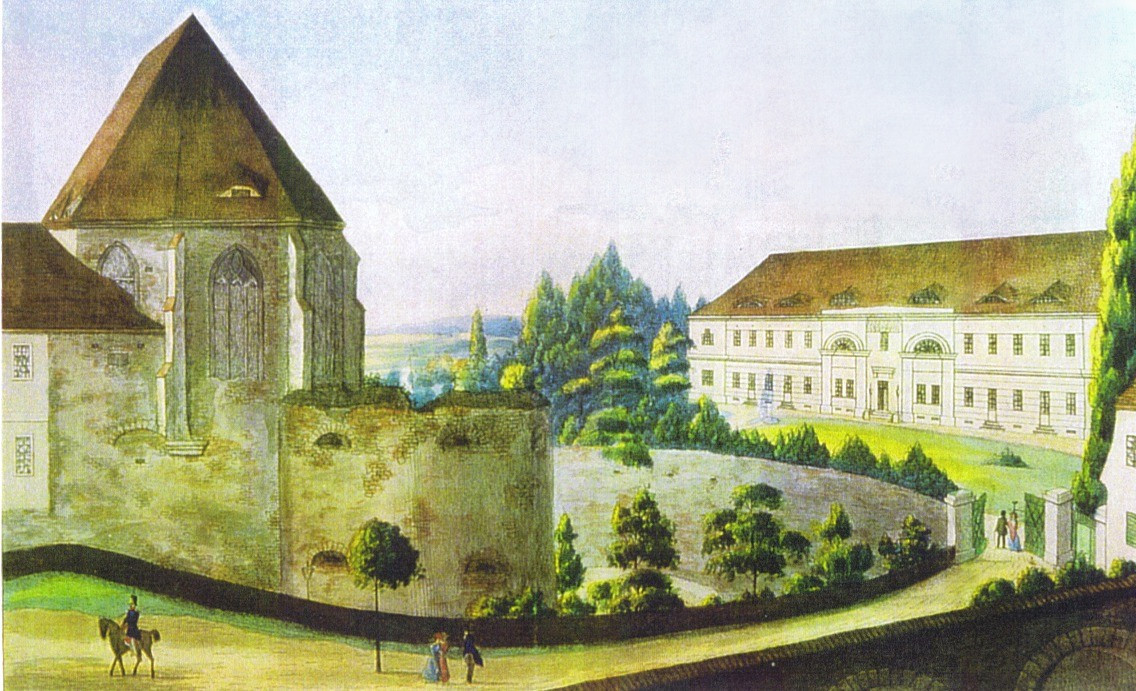
Neubebauung um 1825

Auf Vorschlag des Mediziners und Logenmitglieds Johann Christian Reil erwarb die Freimaurerloge „Zu den drei Degen“ am 3. März 1792 das Gelände für 4300 Taler. Zunächst wurden die drei auf dem Grundstück stehenden Gebäude für ihre Zwecke umgebaut. Die Einweihung des Logenhauses erfolgte am 7. Dezember 1792. Der Zuwachs an Mitgliedern der Loge und der 1800 gegründeten Vereinigten Berggesellschaft sowie die zunehmende Reparaturbedürftigkeit der Gebäude machten schließlich um 1820 einen Neubau notwendig. Von 1821 bis 1824 wurde nach Plänen von Stadtbaumeister Johann Justus Peter Schulze auf Teilen der vorherigen Bebauung ein neues Logengebäude errichtet. Aus diesem entwickelte sich nach wesentlichen Umbauten 1868 und 1888 ein historistischer Logenpalast. Die westliche, 1868 errichtete Gebäudehälfte ist spätklassizistisch geprägt und wurde nach den Plänen von Stadtbaurat Karl Friedrich Wilhelm Driesemann gebaut. Der 1888 entstandene Ostflügel (Architekten Reinhold Knoch und Friedrich Kallmeyer) ist äußerlich im Stil der Neorenaissance (nach Vorbildern der italienischen Renaissance) gehalten. Dadurch entstand ein Gebäude mit zwei stilistisch unterschiedlichen Flügeln.

## Nutzungsgeschichte

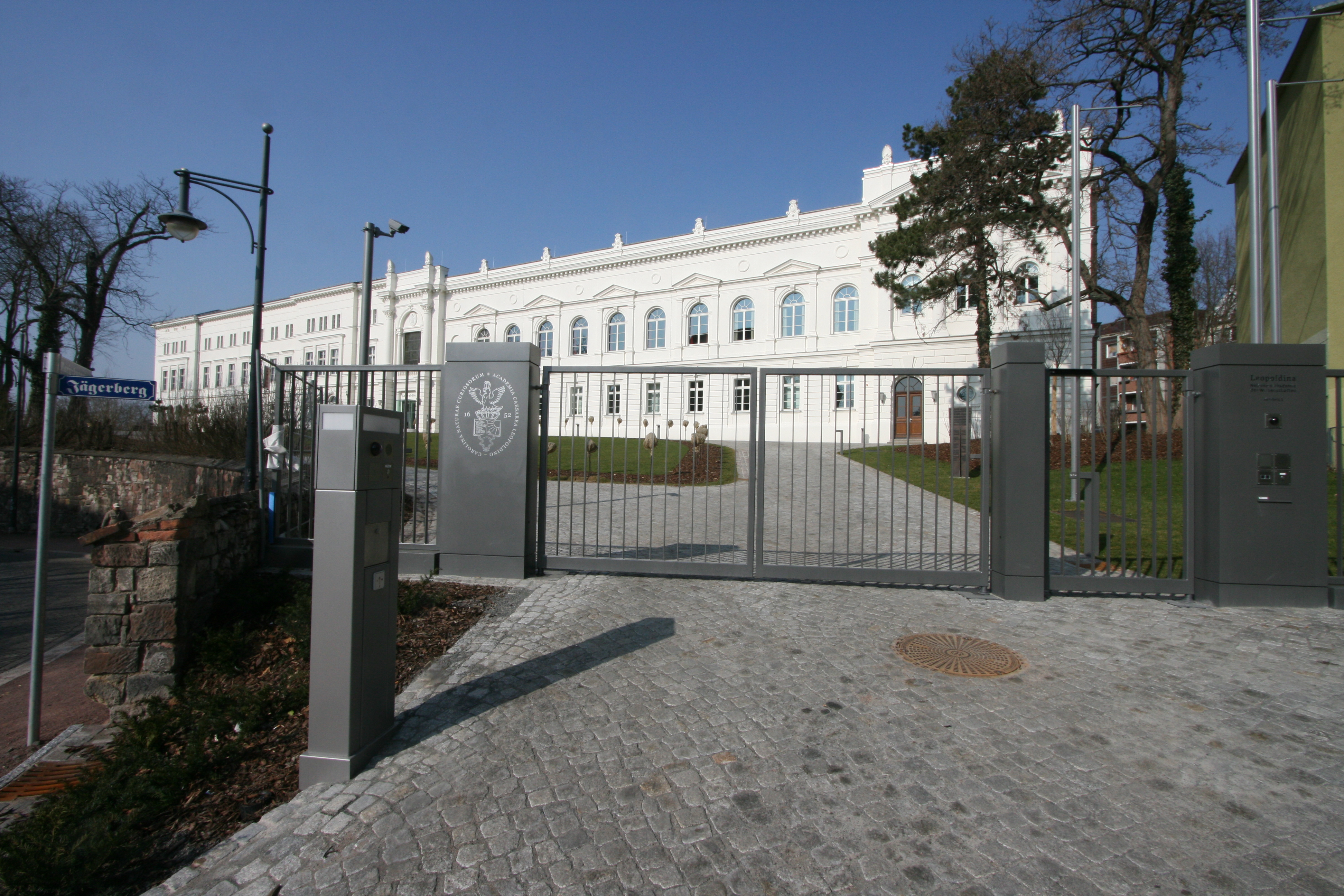
Leopoldina-Hauptgebäude im März 2012

Über 100 Jahre nutzte die Loge das Haus für ihre Logentätigkeit sowie für Feste, Konzerte und Bälle ihrer Berggesellschaft, bis sie sich im Jahre 1934 aufgrund der zunehmenden Anfeindungen durch die Nationalsozialisten selbst auflöste. Dabei gelang es, das Logeneigentum durch Übertragung auf die Berggesellschaft zwecks kultureller Nutzung zu retten. Auch diese Kulturgesellschaft löste sich aufgrund zunehmender Anfeindungen sowie von Übergriffen auf das ehemalige Logenhaus schließlich am 7. Februar 1936 auf. Das Grundstück auf dem Jägerberg wurde am 29. Januar 1937 der Stadt Halle durch Schenkung mit der Auflage der weiteren kulturellen Nutzung übertragen. Das Gebäude erhielt den Namen „Haus an der Moritzburg“. 1938 wurden der gesamte Westtrakt des Gebäudes und ein Teil des unteren Erdgeschosses im Ostflügel an einen Gastwirt vermietet, der ein Restaurant nebst Konzert- und Tanzkaffee betrieb. Im Obergeschoss des Ostflügels wurden bis 1940 einige Räume zu Repräsentationsräumen der Stadt Halle ausgebaut.
Nach dem Zweiten Weltkrieg waren in dem Gebäude zunächst kurzzeitig das Hauptquartier der 104. US-Division und darauf die Stadtkommandantur der Roten Armee untergebracht, die es dann vorwiegend als Kulturhaus nutzte. In dieser Nachkriegszeit fanden weitere Umbaumaßnahmen statt.
1952 übernahm die Universität das Haus als Bibliotheks- und Hörsaalgebäude. In dieser Zeit wurde es nach dem russischen Revolutionär Nikolai Gawrilowitsch Tschernyschewski benannt.
1998 erfolgte die Übertragung an die gemeinnützige Weltkugel-Stiftung, die es bis 2001 an die hallesche Universität vermietete. Danach blieb das Logenhaus ungenutzt und der Verfall setzte ein.
2009 wurde es der Deutschen Akademie der Naturforscher Leopoldina übertragen. Die symbolische Grundsteinlegung – das Gebäude stand ja bereits – fand am 9. November 2010 statt, wobei im ehemaligen Speisesaal im Erdgeschoss eine Zeitkapsel in den Boden eingelassen wurde. Das Richtfest wurde am 18. Mai 2011 begangen. Die feierliche Schlüsselübergabe erfolgte am 13. Dezember 2011. Die Einweihungsfeier am 25. Mai 2012 schloss die umfangreiche Sanierung und Restaurierung ab.
Mehrere der Professoren unter den früheren Mitgliedern der Loge, wie die Mediziner Johann Christian Reil, Peter Krukenberg, Karl Grouven und Hermann Schwartze, die Mineralogen Ernst Friedrich Germar und Heinrich Girard sowie der Mediziner und Veterinär Rudolf Disselhorst gehörten ebenfalls der Leopoldina an. Eine Gedenktafel erinnert an die frühere freimaurerische Nutzung.

## Die Loge

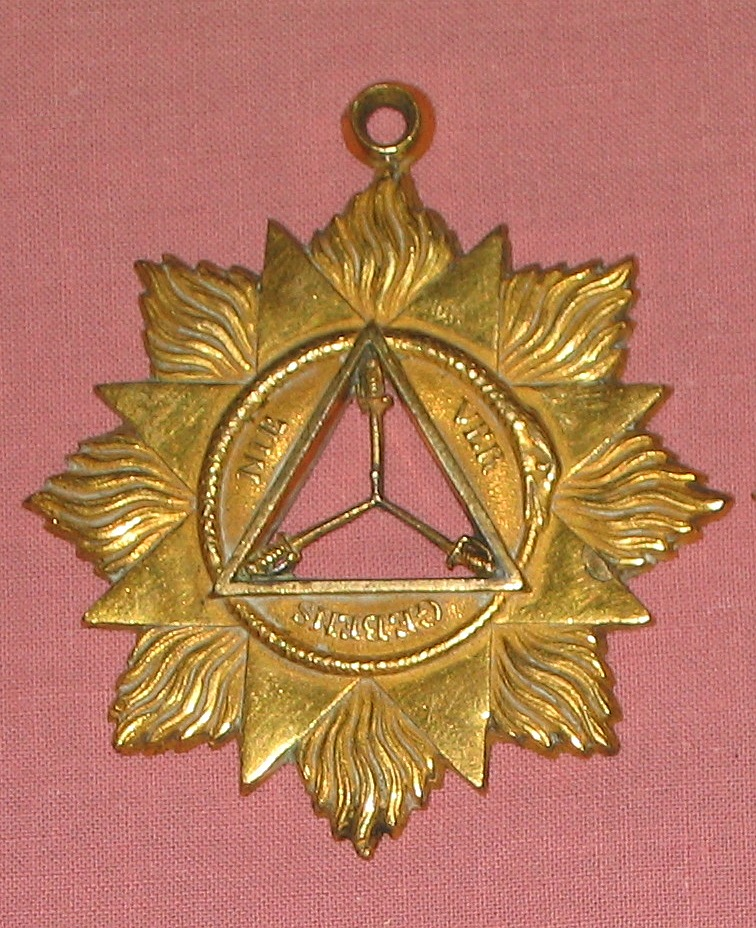
Logenbijou

Die Freimaurerloge „Zu den drei Degen“ wurde 1765 gegründet. Ihr Bijou enthielt drei nach innen gerichtete sternförmig angeordnete Degen in einem Dreieck, das von einem Ouroboros umgeben war, in dem der Wahlspruch der Loge „Nie vergebens“ stand. Außen befand sich ein achtzackiger geflammter Stern. Die Loge gehörte der Großen National-Mutterloge „Zu den drei Weltkugeln“ in Berlin an und besaß zeitweise über 500 Mitglieder.
Zu ihren insgesamt 2275 ordentlichen Mitgliedern gehörten u. a.:
- Friedrich August Eckstein, Altphilologe und Rektor der Thomasschule zu Leipzig
- Johann Reinhold Forster, Naturwissenschaftler und Entdecker
- Gustav Friedrich Hertzberg, Autor, Alt- und Regionalhistoriker
- Gabriel Wilhelm Keferstein, Rats- und Bürgermeister der Stadt Halle
- Graf Christian Friedrich zu Stolberg-Wernigerode
- Friedrich August Wolf, Altphilologe und Altertumswissenschaftler